# 弗格森 (肯塔基州)
弗格森（英語：Ferguson），是美国肯塔基州的一座城市。面积约为4.7平方公里（1.8平方英里）。根据2010年美国人口普查，该市的人口为924人。